# 瓦茨拉夫·帕夫科维奇
瓦茨拉夫·帕夫科维奇（捷克語：Václav Pavkovič，1936年4月24日—2019年11月17日），捷克男子赛艇运动员。他曾代表捷克斯洛伐克参加1960年夏季奥林匹克运动会赛艇比赛，获得男子八人单桨有舵手铜牌。